# 7727 Chepurova
A 7727 Chepurova (ideiglenes jelöléssel 1975 EA3) a Naprendszer kisbolygóövében található aszteroida. Nyikolaj Sztyepanovics Csernih fedezte fel 1975. március 8-án.